# 国際ろう者スポーツ委員会
国際ろう者スポーツ委員会（英語: International Committee of Sports for the Deaf, フランス語: Comité International des Sports des Sourds）は、デフリンピックや世界ろう者選手権大会など、聴覚障害者のスポーツとその競技大会を統括、運営する団体。略称はICSD、仏語名称の略称であるCISSも同様に用いられる。
事務局はアメリカ、メリーランド州フレデリックにおかれている。96の国と地域が加盟、モットーは、PER LUDOS AEQUALITAS「スポーツを通して平等を」。GAISF加盟団体。

## 歴史
1924年8月24日、フランス、パリにベルギー、チェコスロバキア、フランス、イギリス、オランダ、ハンガリー、イタリア、ポーランド、ルーマニアから聴覚障害者スポーツの指導者らが集まり、障害者スポーツの関連団体としては最初期に発足した。1989年、国際パラリンピック委員会の発足に際して参加する。しかし1995年、パラリンピックの方向性をめぐり、国際手話によるコミュニケーションとオリンピックと同じルールによる大会運営を主張し、結果として国際パラリンピック委員会を脱退、他方、国際オリンピック委員会には2001年にデフリンピックの呼称を正式承認されるなど、良好な関係を保っている。

## 歴代会長一覧
1. ウジェーヌ・ルーバン＝アルケ（Eugène Rubens-Alcais）フランス、1924年 - 1953年在任（以下同）
2. オスカー・ライデン（Oscar Ryden）スウェーデン、1953年 - 1955年
3. イェンス・ペーター・ニールセン（Jens Peter Nielsen）デンマーク、1955年 - 1961年
4. ピエール・ベルナール（Pierre Bernhard）フランス、1961年 - 1971年
5. ジェラルド・M・ジョーダン（Jerald M. Jordan）アメリカ、1971年 - 1996年
6. ジョン・M・ラヴェット（John M. Lovett）オーストラリア、1995年 - 2003年
7. ドナルダ・ケイ・アモンズ（Donalda Kay Ammons）アメリカ、2003年 -